# Propagule

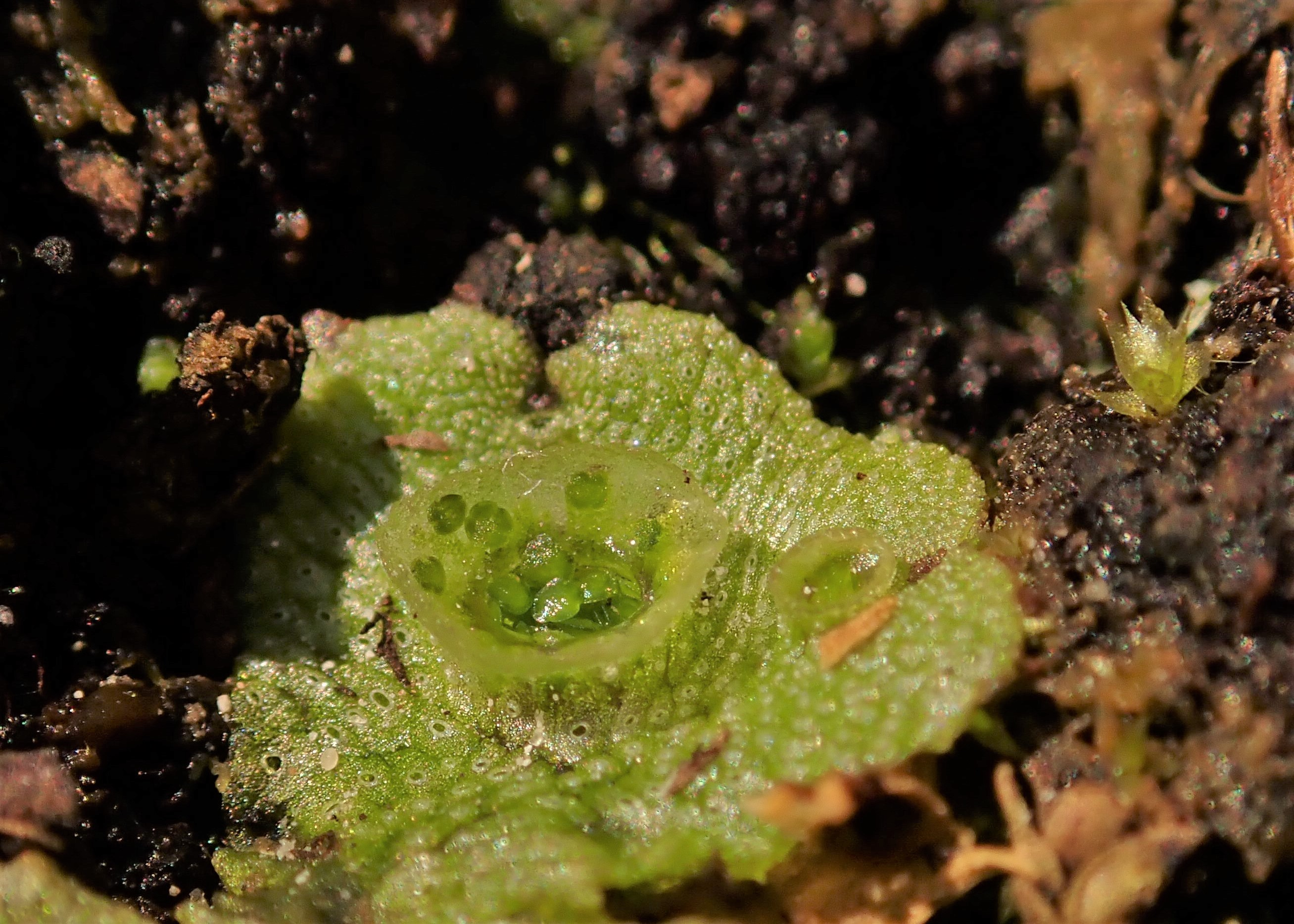
Propagules dans des corbeilles de Marchantia polymorpha (hépatique des fontaines)

Une propagule (du latin propagulum) est une structure de dissémination (propagation) et de reproduction asexuée. Cette définition est la seule actuellement en vigueur. Les propagules sont des axes courts au même titre que les bourgeons. Ce sont donc des tiges. 
Ici l'exemple de l'hépatique des fontaines est illustré. Les propagules sont contenues dans des corbeilles et rattachées par une goutte de mucilage (colle organique) à la plante mère. Lorsqu'il pleut, le mucilage s'hydrate, et libère les propagules. 
Fruits et propagules sont complètement différents. Les propagules sont en effet des axes polarisés qui ont pour but de se ramifier et de reformer l'organisme de départ. C'est donc une forme de reproduction végétative par fracturation (car la propagule se détache de la plante mère). 
Les propagules peuvent être émises uniquement par les végétaux et être transportées passivement par le vent, l'eau...

## En botanique
Il s'agit d'une unité de propagation d'une plante tout comme :
- la spore ;
- le tubercule ;
- le drageon pourvu de bourgeons, ou branches cassées munies de bourgeons dormants susceptibles de prendre racine plus loin, après s'être séparés de la plante-mère…
- le marcot

Les propagules peuvent se déplacer par :
- hydrochorie, très fréquente pour les espèces végétales aquatiques ou rivulaires[1],[2], ce qui a une grande importance pour la structure génétique des populations avec des systèmes amont-aval souvent dominants[3] et pour les banques de graines du sol ou des sédiments ;
- anémochorie ;
- zoochorie ;
- barochorie : chute directe à proximité de la plante-parent ou sous le phorophyte (pluie de propagules)[4] ;
- et parfois par plusieurs des vecteurs impliqués dans la liste ci-dessus.

## Étude des propagules
L'étude de la dispersion de la végétation se nomme la chorologie.
L'écologie du paysage s'intéresse aussi à la manière dont les propagules circulent et contribuent à la construction et à l'évolution du paysage et des écosystèmes, notamment à travers les notions de corridor biologique et de réseau écologique.
La pression propagulaire est un des facteurs explicatifs du succès de certaines espèces invasives. Elle traduit le nombre de propagules d'une espèce et leurs chances de survie dans un milieu duquel cette espèce est absente,,,,.

## Cas particuliers
Quand il s'agit de pathogènes, l'épidémiologie considère les parties d'agents pathogènes susceptibles d'ainsi propager une maladie.
Il peut aussi s'agir d'espèces invasives, qui intéressent alors l'écologue.